# 974
Раннє Середньовіччя •  Епоха вікінгів •  Золота доба ісламу •  Реконкіста

## Геополітична ситуація
Візантію очолює Іоанн Цимісхій. Оттон II Рудий править у Священній Римській імперії.
Західним Франкським королівством править, принаймні формально, Лотар.
Апеннінський півострів розділений між численними державами: північ належить Священній Римській імперії, середню частину займає Папська область, на південь від Римської області лежать невеликі незалежні герцогства, деякі області на півночі та на півдні належать Візантії, інші окупували сарацини. Південь Піренейського півострова займає Кордовський халіфат, у якому править Аль-Хакам II. Північну частину півострова займають королівство Астурія і королівство Галісія та королівство Леон, де править Раміро III.
Королівство Англія очолює Едгар Мирний.
У Київській Русі триває правління Ярополка Святославича. У Польщі править Мешко I. Перше Болгарське царство частково захоплене Візантією. У Хорватії править король Степан Држислав. Великим князем мадярів є Геза.
Аббасидський халіфат очолив ат-Таї, в Єгипті владу утримують Фатіміди, в Середній Азії — Саманіди. У Китаї продовжується правління династії Сун. Значними державами Індії є Пала, Пратіхара, Чола. В Японії триває період Хей'ан.

## Події
- Аббасидський халіфат очолив ат-Таї після зречення на його користь батька халіфа аль-Муті.
- Візантія повернула собі Сирію.
- Антипапа Боніфацій VII ув'язнив, а потім убив Папу Римського Бенедикта VI. Втручання посланця Оттона II графа Сікко призвело до того, що антипапа втік у Константинополь, а новим понтифіком було обрано Бенедикта VII.
- В Англії стався потужний землетрус[1].
- Ведучи кампанію проти Південної Тан, війська династії Сун спорудили понтонний міст через Янцзи.